# Pierre Charron

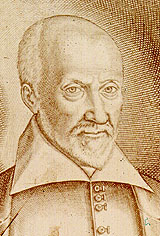
Pierre Charron.

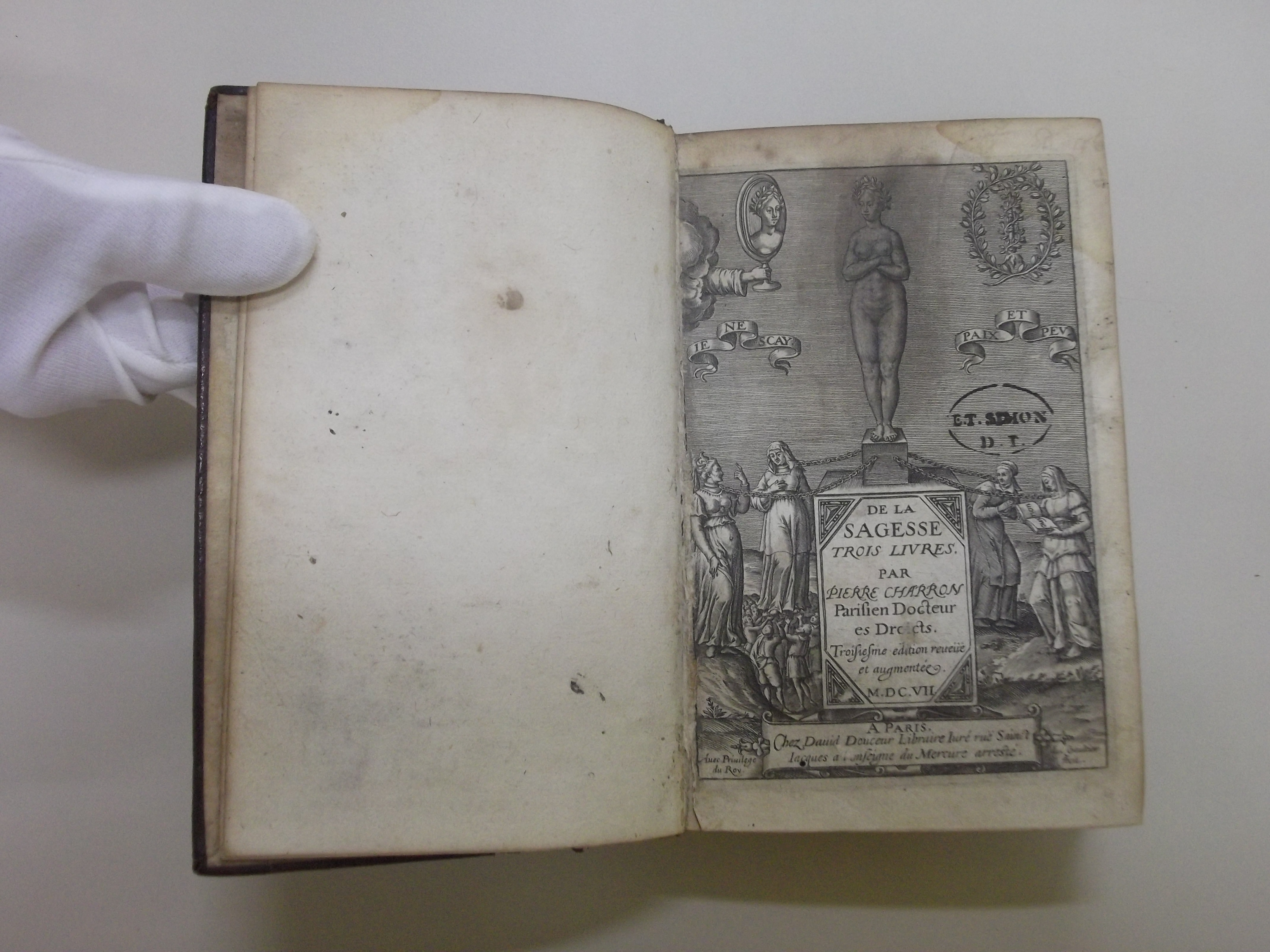
De la sagesse : trois livres / par Pierre Charron. – 3me ed. rev. et augm.– Paris : David Deuceur Libraire Iuré, 1607.

Pierre Charron, född 1541 och död 16 november 1603, var en fransk teolog och filosof.
Charron var vän till Michel de Montaigne, och gjorde sig först känd genom sin polemik mot de reformerta. Trots att Charron intog en romersk-katolsk ortodox ståndpunkt och i sin bok Traité des trois vérités (1594) försökte bevisa den kristna religionens sanning, hyste han dock även frisinnade sympatier och tankar besläktade med Montaignes. Hans senare arbete De la sagesse (1601) uppfattades som en ateistisk skrift. Utmärkande för boken är att moralen anses skild från religionen och att Charron hänvisar till den mänskliga naturen som grundvalen för moral och politik. Charron hävdade att människan av naturen fått en god och tillräcklig drivfjäder för ett moraliskt liv. Religionen var en sak för sig, människan kunde och borde handla rätt, oavsett tron på ett paradis och ett helvete.